# كومبين دي كورباسيري
كومبين دي كورباسيري (بالإنجليزية: Combin de Corbassière)‏ هو أحد جبال سلسلة جبال الألب بينيني ويقع في كانتون فاليز في سويسرا. يحتل المرتبة رقم 45 في قائمة جبال سويسرا من حيث الارتفاع، إذ يبلغ ارتفاعه حوالي 3716 متر، بينما يبلغ ارتفاع نتوء الجبل 312 متر، هذا وقد سجل أول وصول لقمة الجبل عام 1851.